# GIUK
L'escletxa GIUK (de vegades escrita GI-UK) és una zona a l'oceà Atlàntic nord que forma un punt d'estrangulament naval  El seu nom és un acrònim de Groenlàndia, Islàndia i el Regne Unit (Greenland, Iceland i United Kingtom), i la bretxa són els dos trams d'oceà obert entre aquestes tres masses continentals. Separa el mar de Noruega i el mar del Nord de l'oceà Atlàntic obert . El terme s'utilitza normalment en relació amb temes militars. Algunes nacions consideren la zona estratègicament important des de principis del segle xx.

## Importància estratègica per al Regne de Dinamarca
El Regne de Dinamarca, que comprèn Groenlàndia, les Illes Fèroe i Dinamarca, és un estat àrtic juntament amb set altres països els territoris dels quals cobreixen la regió àrtica. Tots els assumptes de política exterior tant de Groenlàndia com de les Illes Fèroe són jurisdicció del govern danès.
El govern danès ha utilitzat històricament la seva jurisdicció sobre política exterior tant a Groenlàndia com a les Illes Fèroe per ajudar a assegurar la bretxa del GIUK i l'Àrtic en general per als seus aliats. En fer-ho, es podria dir que Dinamarca ha adquirit un sentit de bona voluntat, en particular del govern dels Estats Units i l'OTAN. El govern danès considera l'Àrtic com un component central de la seva política de seguretat exterior i continuarà ampliant la seva despesa, vigilància i presència militar a la regió.
Malgrat la població relativament petita de Dinamarca, d'aproximadament 6 milions, els estrets vincles del govern danès amb Groenlàndia i les Illes Fèroe el legitimen com un actor àrtic inherentment important en qüestions de seguretat geopolítica i tensions entre grans potències. L'afirmació danesa de la sobirania a la bretxa GIUK i a l'Àrtic en general ja és una preocupació clau per al Regne danès i s'espera que sigui un component cada cop més important de les futures responsabilitats de Dinamarca a l'OTAN.
La bretxa del GIUK també és una línia de subministrament clau entre els Estats Units i els seus aliats europeus. Amb la guerra en curs a Ucraïna, l'OTAN i els Estats Units mostren un interès renovat en la bretxa del GIUK, posicionant Dinamarca com un actor clau en assumptes de seguretat europea en general i augmentant la importància estratègica d'aquesta bretxa per al Regne danès.

### Assegurant la visibilitat aèria i marítima a la bretxa GIUK
Fins al 2007, les Illes Fèroe van acollir una estació de radar de vigilància aèria, que va proporcionar una cobertura de radar vital durant la Guerra Freda. A la llum de canvis geopolítics més amplis, com ara la invasió russa d'Ucraïna, cap al 2022, l'estació estava en preparació per ser reoberta, tancant una bretxa de vigilància important a la bretxa del GIUK.
Mantenir una vigilància exhaustiva de la bretxa GIUK és crucial per garantir que les línies de comunicació marítimes (SLOC) i les línies de subministrament siguin ininterrompudes entre els membres europeus de l'OTAN i els Estats Units. Les bases militars, les bases espacials, els drons de vigilància i les instal•lacions de radar tant a Groenlàndia com a les Illes Fèroe poden ajudar a garantir una visibilitat adequada a la regió i ajudar en la guerra antisubmarina (ASW) en cas de conflicte real. El 2021, Dinamarca va presentar una inversió de 250 milions de dòlars en capacitats de vigilància a Groenlàndia i les Illes Fèroe.
En resposta a les sol•licituds de l'OTAN perquè Dinamarca participi en la seguretat de les aigües àrtiques, Dinamarca està prenent mesures addicionals per equipar les seves fragates ASW amb equips de sonar, fent-les millor equipades per detectar i rastrejar submarins a l'oceà Àrtic, i particularment a la bretxa GIUK. A més, el govern danès està equipant els seus helicòpters Seahawk amb equips de sonar i torpedes. Tanmateix, les millores encara no s'han lliurat, i les projeccions de lliurament estimen el 2024 com a mínim.

### Amenaces a les infraestructures crítiques del fons marí
Durant la Guerra Freda, la Unió Soviètica va confiar en la capacitat dels seus submarins nuclears per passar a través de la bretxa GIUK per tal de garantir la màxima capacitat militar. La introducció d'armes d'atac de precisió de llarg abast, però, ha reduït la importància de la bretxa GIUK en relació amb els atacs intercontinentals i ha permès a Rússia atacar llocs nord-americans des d'aigües més segures, com ara el Mar de Noruega. Tot i així, la bretxa GIUK continua sent el punt d'accés obvi per a les operacions militars russes a l' oceà Atlàntic Nord, ja que la majoria de les capacitats navals de més alta qualitat de Rússia estan desplegades a la flota del Nord, cosa que converteix la bretxa GIUK en una ruta de trànsit important.
Per als aliats de l'OTAN, la bretxa GIUK és vital pel que fa a la defensa de barreres per a la protecció de les línies de comunicació marítimes. Les línies de comunicació marítimes són vulnerables a l'Atlàntic Nord tant a la bretxa com més enllà, i els Estats Units i l'OTAN confien en Dinamarca per ajudar a protegir aquesta infraestructura crítica, inclòs el gran nombre de cables de dades del fons marí.
En els darrers anys, la flota russa ha millorat estratègicament les seves capacitats per a operacions submarines encobertes relacionades amb l'atac a infraestructures del fons marí i els informes de "cartografia" russa d'infraestructures crítiques del fons marí al Mar del Nord i als fons marins al voltant de Dinamarca estan augmentant. Els funcionaris d'intel·ligència i seguretat de l'OTAN confirmen aquests informes, advertint que Rússia té la intenció i les capacitats necessàries per atacar instal·lacions crítiques del fons marí si així ho decideixen. Si bé aquestes infraestructures sempre han estat associades a algun risc, la dependència de Dinamarca i els seus aliats en elles només està augmentant i, per tant, representa una amenaça important en temps de tensió, llevat que arribi un conflicte real.

## Importància per al Regne Unit
La bretxa del GIUK és particularment important per a la Royal Navy del Regne Unit, ja que qualsevol intent de les forces del nord d'Europa d'entrar a l'Atlàntic obert s'hauria de fer a través del Canal de la Mànega, fortament defensat, una de les vies marítimes més transitades del món, o a través d'una de les sortides a banda i banda d'Islàndia. Com que els britànics també controlen el port estratègic de Gibraltar, a l'entrada del Mediterrani, això significa que Espanya, França i Portugal són els únics països de l'Europa continental que tenen accés directe a l'oceà Atlàntic, que la Royal Navy no pot bloquejar fàcilment en un punt d'estrangulament.

## Història
Des de principis del segle xx, l'explotació de la bretxa del GIUK per part de les forces del nord i les mesures per patrullar i assegurar la bretxa per part de les forces oposades han jugat un paper important en la planificació naval i militar en general.

### Segona Guerra Mundial
Des del començament de la Segona Guerra Mundial el 1939, els vaixells alemanys van utilitzar la bretxa per sortir de les seves bases al nord d'Alemanya (i de la Noruega ocupada després de l'abril de 1940) amb la intenció d'atacar els combois navals aliats, però els esforços de bloqueig aliats al Mar del Nord i a la bretxa del GIUK van impedir aquestes erupcions. Les forces britàniques van ocupar les Illes Fèroe l'abril de 1940 i Islàndia el maig de 1940; els Estats Units van prendre el control efectiu de Groenlàndia el 1940. Però la Kriegsmarine alemanya es va beneficiar enormement de la caiguda de França el juny de 1940, després de la qual els submarins alemanys van poder operar des de bases a la costa francesa.
L'origen del terme "bretxa" data d'aquest període, quan hi havia una bretxa en la cobertura aèria coneguda com la bretxa del mig Atlàntic o la "bretxa aèria de Groenlàndia". Aquesta bretxa era una zona a la qual els avions terrestres no podien arribar i on, com a resultat, no podien dur a terme les seves tasques antisubmarines.

### Guerra Freda
La bretxa del GIUK va tornar a ser el focus de la planificació naval a la dècada del 1950, ja que representava l'única sortida disponible a l'oceà Atlàntic per als submarins soviètics que operaven des de les seves bases a la península de Kola. L'OTAN es preocupava que si la Guerra Freda "s'escalfava", els combois navals que reforçaven Europa des dels Estats Units patirien pèrdues inacceptables si els submarins soviètics podien operar a l'Atlàntic Nord. Els Estats Units i Gran Bretanya van basar gran part de la seva estratègia naval de postguerra en bloquejar la bretxa, instal•lant una cadena de llocs d'escolta submarins just al davant durant la dècada de 1950, un exemple d'un "sistema de vigilància sonora" SOSUS. Aquest desplegament de vigilància sonar a la bretxa, i en altres llocs, va dificultar la capacitat de la Flota del Nord Soviètica de desplegar els seus submarins sense ser detectats.
La missió principal de la Royal Navy durant la Guerra Freda, excloent el seu paper de dissuasió nuclear, va involucrar la guerra antisubmarina (ASW). El desenvolupament dels portaavions ASW de la classe Invincible va sorgir d'aquesta doctrina: la seva missió principal implicava la guerra antisubmarina utilitzant helicòpters Sea King. La fragata Tipus 23 es va originar com una plataforma ASW pura; la seva missió es va ampliar després de la Guerra de les Malvines de 1982.
Els exercicis més importants de submarins russos a través de la bretxa del GIUK van ser les operacions Aport i Atrina, el 1985 i el 1987, respectivament, quan els soviètics van desplegar diversos SSN prop de la costa dels Estats Units abans de la trobada Gorbatxov-Reagan de 1985.
Els soviètics planejaven utilitzar la bretxa del GIUK per interceptar qualsevol vaixell de l'OTAN, especialment portaavions, que es dirigís cap a la Unió Soviètica. Vaixells i submarins, així com avions de vigilància marítima Tupolev Tu-142, tenien com a objectiu rastrejar qualsevol vaixell amenaçador.
L'arribada dels míssils balístics soviètics de major abast llançats des de submarins (SLBM) va permetre a la Marina Soviètica desplegar els seus submarins de míssils balístics (SSBN) dins de bastions protegits al mar de Barents i va reduir la seva necessitat de transitar per la bretxa GIUK. La Marina Russa posterior a la Guerra Freda, molt reduïda, té encara menys necessitat de transitar per la bretxa GIUK.
Creuar la bretxa del GIUK va ser un moviment estratègic important per a Ocean Venture el 1992, en què 84 vaixells de l'OTAN, inclosos 4 portaavions nord-americans, van abandonar el seu patró d'exercicis habitual a l'agost, van desplegar un esquer cap al sud, en direcció al mig de l'Atlàntic, i després van entrar en aigües en un moviment que històricament s'havia associat amb un risc de distensió desestabilitzadora.

### Postguerra Freda
A finals d'octubre de 2019, una setmana abans que el comandant de la Flota del Nord, Aleksandr Moiseiev, i el ministre d'Afers Exteriors rus, Sergei Lavrov, es reunís amb els seus homòlegs noruecs a Kirkenes, Noruega, deu submarins de la Flota del Nord de Rússia, entre ells dos dièsel-elèctrics i vuit nuclears no estratègics, van abandonar les seves bases a la península de Kola per participar en exercicis submarins que van ser els més grans, per part russa, des de les operacions de la Guerra Freda Aport i Atrina. La tasca principal dels submarins era, segons sembla, provar la capacitat russa de trencar la bretxa GIUK sense ser detectat i navegar cap a l'oceà Atlàntic. Es preveia que els exercicis durarien fins a dos mesos.

## Migració d'aus
La bretxa del GIUK també és una ruta per a aus migratòries com el còlit gris per creuar l'Atlàntic per arribar a Groenlàndia i l'est del Canadà.

## A la cultura popular
- La pel·lícula bèl·lica britànica de 1960 Sink the Bismarck! tracta la importància estratègica de la bretxa GIUK durant les operacions navals de la Segona Guerra Mundial al teatre atlàntic i descriu la batalla de l'estret de Dinamarca entre les forces britàniques i alemanyes. Està basada en la novel·la The Last Nine Days of the Bismarck de C. S. Forester.
- La línia GIUK s'esmenta a la pel·lícula The Bedford Incident.
- A la primera novel·la de Tom Clancy,  The Hunt for Red October, la línia es va utilitzar per detectar submarins soviètics que entraven a l'Atlàntic Nord perseguint el submarí rebel de la classe Typhoon Red October, els oficials del qual desertaven als Estats Units amb tecnologia furtiva clandestina. L'esdeveniment provoca una important tensió política i militar entre els Estats Units i la Unió Soviètica. L'adaptació cinematogràfica també fa referència a la bretxa, amb el conseller de Seguretat Nacional Jeffrey Pelt (interpretat per Richard Jordan) dient a l'ambaixador soviètic: "Els vostres avions han llançat prou boies de sonar perquè un home pugui caminar de Groenlàndia a Islàndia i a Escòcia sense mullar-se els peus".
- A la segona novel·la de Clancy, Red Storm Rising, la línia apareix de manera més destacada després que esclati una guerra entre l'OTAN i el Pacte de Varsòvia. La Unió Soviètica llança un atac sorpresa a la base aèria de l'OTAN NAS Keflavik i envaeix Islàndia. Això fa que la línia sigui destruïda, creant una bretxa en la vigilància de l'OTAN i permetent que la Marina Soviètica entri a l'Atlàntic Nord. Els posteriors atacs submarins i bombardejos aeris soviètics causen greus danys als vaixells de la Marina Mercant i als vaixells de guerra dels combois de l'Atlàntic, dificultant l'esforç bèl·lic de l'OTAN durant la defensa contra la invasió soviètica de l'Alemanya Occidental, que va tenir menys èxit.
- Les primeres edicions de la simulació de guerra naval Harpoon es basaven en la defensa de la bretxa GIUK. Tom Clancy va utilitzar la simulació per provar les batalles navals de Red Storm Rising.[26]
- La ubicació d'Islàndia a la bretxa la va convertir en participant de la Guerra Freda i en un objectiu d'un atac nuclear, especialment a través de la introducció de la base de l'OTAN del bombarder atòmic de Keflavik, esmentada anteriorment. Halldór Laxness va dramatitzar la tensió d'aquesta geopolítica des de la perspectiva d'una criada islandesa a la novel·la L'estació atòmica.